# Ulbricht-Doktrin

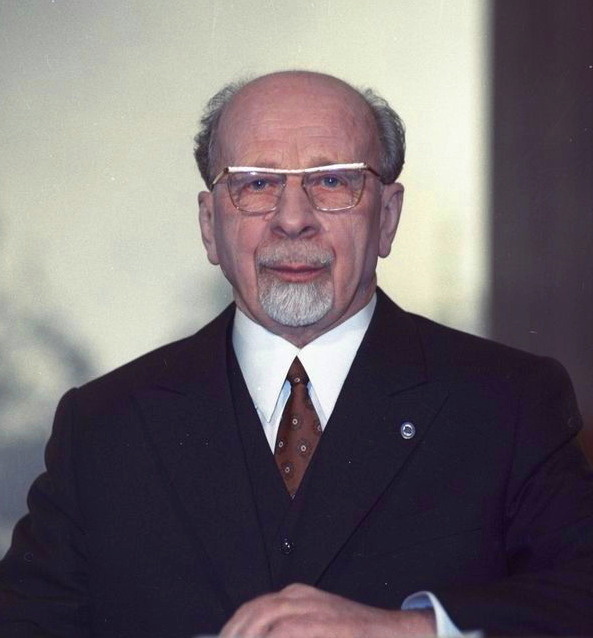
Walter Ulbricht (1970)

Die Ulbricht-Doktrin geht auf Walter Ulbricht, den Staatsratsvorsitzenden der Deutschen Demokratischen Republik (DDR) zurück und wurde 1967 von den Warschauer Vertragsstaaten beschlossen. Sie besagt, dass die Mitglieder des Warschauer Paktes ihre Beziehungen zur Bundesrepublik nicht normalisieren durften, solange die Bundesrepublik nicht ihrerseits „die bestehenden Grenzen und die Existenz zweier deutscher Staaten“ anerkannt habe.
Zuvor hatte die Große Koalition unter Bundeskanzler Kurt Georg Kiesinger zunehmend die Normalisierung der Beziehungen zu den Staaten des Warschauer Paktes angestrebt, was sich zuerst in der Aufnahme von diplomatischen Beziehungen zu Rumänien Anfang des Jahres 1967 äußerte. Die Ulbricht-Doktrin war eine Antwort auf diese Bemühungen der Bundesrepublik Deutschland, trotz Aufrechterhaltung ihres Alleinvertretungsanspruchs eine aktive Ostpolitik zu betreiben. In Ost-Berlin und der Sowjetunion befürchtete man eine Destabilisierung des Ostblocks sowie eine Isolierung der DDR. Darauf verschärfte die DDR ihre Abgrenzungspolitik und drängte im Februar 1967 die Außenminister der sozialistischen Bruderländer zur Annahme der Doktrin. Die Ulbricht-Doktrin bildete damit zugleich das Gegenstück zur Hallstein-Doktrin der Bundesrepublik aus dem Jahr 1955. Deswegen wird sie auch als „Anti-Hallstein-Doktrin“ bezeichnet.
Nach der Wahl Willy Brandts zum Bundeskanzler einer sozial-liberalen Koalition gab die Bundesrepublik die Hallstein-Doktrin auf und orientierte sich an den Grundsätzen der Neuen Ostpolitik. Im Jahr 1972 wurde von der Bundesrepublik Deutschland und der DDR der Grundlagenvertrag unterschrieben, der beinhaltete, dass die territoriale Integrität und Souveränität wechselseitig geachtet werden. Der Vertrag ermöglichte die Einrichtung Ständiger Vertretungen statt Botschaften. Die DDR wurde von der Bundesrepublik wiederholt ausdrücklich nicht als selbständiges Völkerrechtssubjekt anerkannt. Beide deutsche Staaten wurden als Vollmitglieder in die Vereinten Nationen aufgenommen.